# Un lloc a dalt de tot
 Un lloc a dalt de tot (títol original en anglès: Room at the Top) és una pel·lícula britànica de Jack Clayton estrenada el 1959 i doblada al català.

## Argument
Finals de 1940, Yorkshire, Anglaterra, l'ambiciós jove Joe Lampton (Laurence Harvey), que acaba de traslladar-se de la monòtona ciutat industrial de Dufton, arriba a Warley, per incorporar-se a un segur, però mal pagat, càrrec al Departament del Tresor de Burg. Decidit a triomfar, i ignorant els avisos d'un col·lega, Soames (Donald Houston), s'enamora de Susan Brown (Heather Sears), filla del magnat industrial local, Mr. Brown (Donald Wolfit). Susan marxa a l'estranger de vacances; Joe mentrestant es converteix en consol per Alice Aisgill (Simone Signoret), una dona més gran infeliçment casada que s'enamora d'ell.
Quan Susan torna de les seves vacances, poc després que els amants (Joe i Alice) s'hagin barallat, Joe sedueix Susan, i retorna amb Alice. Descobrint que Susan està embarassada, Mr. Brown, després de fracassar intentant fer fora Joe, el coacciona per deixar Alice i casar-se amb la seva filla. Abandonada i amb el cor trencat, Alice agafa una borratxera que acaba en la seva mort en un accident de cotxe. Consternat, Joe desapareix, i després de ser apallissat per un sicari, és rescatat pel seu col·lega Soames a temps per casar-se amb Susan.

## Repartiment
- Simone Signoret: Alice Aisgill
- Laurence Harvey: Joe Lampton
- Heather Sears: Susan Brown
- Donald Wolfit: M. Brown
- Donald Houston: Charles Soames
- Hermione Baddeley: Elspeth
- Allan Cuthbertson: George Aisgill
- Raymond Huntley: M. Hoylake
- John Westbrook: Jack Wales
- Jack Hedley: Un arquitecte
- Wilfrid Lawson (no surt als crèdits): Oncle Nat
- John Moulder-Brown (no surt als crèdits): Urchin

## Premis i nominacions

### Premis
- 1959. Premi a la interpretació femenina al Festival Internacional de Cinema de Cannes per Simone Signoret
- 1959. BAFTA a la millor pel·lícula
- 1959. BAFTA a la millor pel·lícula britànica
- 1959. BAFTA a la millor actriu estrangera per Simone Signoret
- 1960. Oscar a la millor actriu per Simone Signoret
- 1960. Oscar al millor guió adaptat per Neil Paterson
- 1960. Globus d'Or Premi Samuel Goldwyn

### Nominacions
- 1959. BAFTA al millor actor britànic per Laurence Harvey
- 1959. BAFTA al millor actor britànic per Donald Wolfit
- 1959. BAFTA a la millor actriu britànica per Hermione Baddeley
- 1960. Oscar al millor actor per Laurence Harvey
- 1960. Oscar a la millor actriu secundària per Hermione Baddeley
- 1960. Oscar al millor director per Jack Clayton
- 1960. Oscar a la millor pel·lícula
- 1960. Globus d'Or a la millor actriu dramàtica per Simone Signoret